# Joaquim Sousa Santos
Joaquim Sousa Santos (* 13. Oktober 1953 in São João de Ver; † 7. August 2012 in Coimbra) war ein portugiesischer Radrennfahrer.

## Sportliche Laufbahn
Joaquim Sousa Santos war im Straßenradsport aktiv. Von 1972 bis 1981 war er Berufsfahrer, immer in portugiesischen Radsportteams. 1979 gewann er die Portugal-Rundfahrt vor Belmiro Silva. 1977 war er Zweiter der Rundfahrt hinter Adelino Texeira geworden, 1976 kam er auf den 5. Gesamtrang. Etappensiege in der Portugal-Rundfahrt holte er 1974 und 1977. Den Prémio Cerâmica de Valadares gewann er 1973.

## Berufliches
Joaquim Sousa Santos studierte Medizin und arbeitete nach dem Abschluss des Studiums als Arzt in Coimbra.